# Ghigliottina (DC Comics)
Ghigliottina è un personaggio immaginario, un'artista marziale extraterrestre nelle pubblicazioni DC Comics. Creata da Jack Kirby, il personaggio comparve per la prima volta in Mister Miracle vol. 1 n. 8 (maggio 1972).

## Biografia del personaggio
Un membro del gruppo originale delle Furie Femminili, Ghigliottina fu successivamente retrocessa allo status di membro junior e lavorò con i membri più giovani del gruppo: Malice Vundabar, Speed Queen e Bloody Mary. Ghigliottina possiede l'abilità di farsi strada attraverso qualsiasi cosa con le proprie mani, da qui il suo nome, ma è anche armata di spade. Fu infine abbandonata dalle Furie dopo il fallimento di una missione, e si unì quindi al Progetto Cadmus. Poco tempo dopo si riunì alle Furie.
Riunitasi alle Furie, Ghigliottina fu in grado di farsi strada nei loro ranghi. Come leader sul campo delle Furie, fu messa a capo di un test per una potenziale nuova recluta chiamata Precious. Lei e le Furie si batterono con Precious, ma Precious si dimostrò indegna e fu velocemente uccisa. Dopo il rapimento di Supergirl, Ghigliottina guidò una squadra di Furie in battaglia contro la loro ex leader, Big Barda e la sua alleata, Wonder Woman. Cosa accadde alla sua squadra di Furie dopo la loro sconfitta è ignoto.

## Poteri e abilità
Ghigliottina è in grado di affettare/dividere qualsiasi materiale con le mani, e in aggiunta porta con sé un paio di spade. È stata addestrata nella specializzazione delle arti marziali nel combattimento corpo a corpo.

## In altri media

### Film
- Ghigliottina compare nel film animato Superman/Batman: Apocalypse, doppiata da Salli Saffiotti. Qui cercò di uccidere Big Barda, ma fu fermata da Wonder Woman.